# Rolepa erica
Rolepa erica är en fjärilsart som beskrevs av William Schaus 1927. Rolepa erica ingår i släktet Rolepa och familjen silkesspinnare. Inga underarter finns listade.